# 천주의 요한

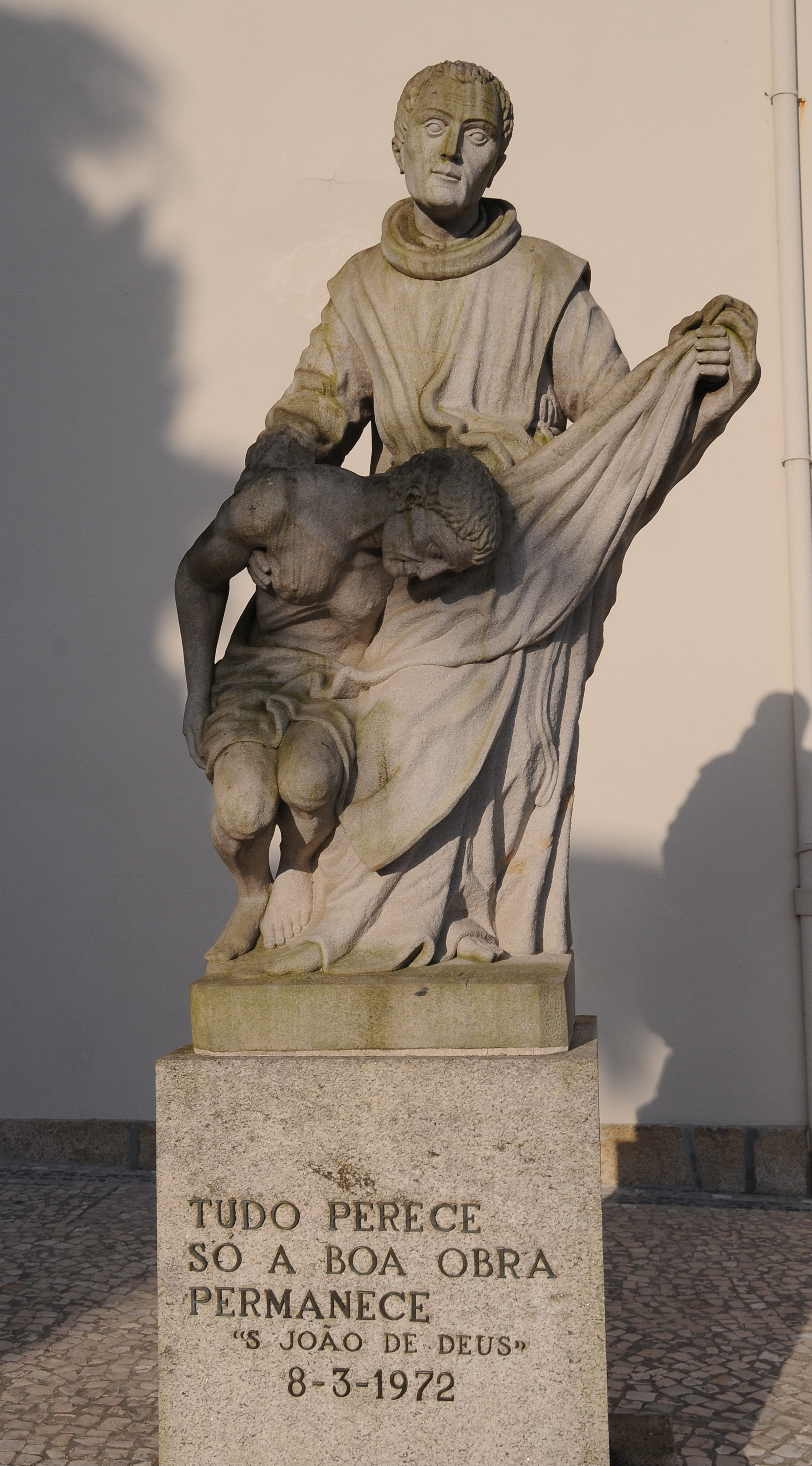
Vilar 드 Frades, Barcelos, 포르투갈 하느님의 세인트 존의 동상.

천주의 성 요한 또는 하느님의 성 요한(스페인어: San Juan de Dios; 포르투갈어: São João de Deus, 영어: John of God)(1495년 3월 8일 ~ 1550년 3월 8일)은 포르투갈 출생의 수사이고, 스페인의 한 수도회의 설립자이자 그 수도회의 지도자이며, 사후에 로마 가톨릭의 성인으로 공경 받는다.

## 생애
천주의 성 요한은 포르투갈 몬테모르 오 노보에 있는 한 마을의 가난하지만 종교적인 믿음이 투철한 집안에서 태어났다. 그의 모친은 그가 아기였을 때 죽었고, 부친은 수도회에 들었다.
어린 성 요한은 농장에서 양치기를 하며 육체를 단련시켰고, 그 일에 큰 기쁨과 만족을 느꼈다. 요한은 농장주의 딸과 결혼하여 농장의 상속자가 될 것을 권유 받았다. 그는 하느님에 뜻에 따라 봉사하는 삶을 살기를 원했기 때문에, 그 권유를 거절했다.
그는 스페인으로 떠나, 신성 로마 제국 카를 5세 휘하의 군인으로 복무했고, 몇 차례의 전투에 참전했다. 그는 전쟁에서 많은 공훈을 세웠고, 그 후에 사람들에게 성경을 알리기 위해서 새로운 요하네스 구텐베르크의 활자 인쇄기를 사용해 인쇄된 종교 서적들을 퍼트렸다.
그는 성 세바스찬 축일(1월 20일)에, 아빌라의 요한의 강론을 듣고, 중요한 영적인 개종을 체험했다. 나중에 아빌라의 요한은 그의 영적인 후원자가 되어, 빈곤한 삶을 개선하려는 그의 노력에 용기를 북돋아 주었다. 그 뒤에 성 요한은 일시적인 정신 이상 증세가 나타나, 정신병 환자로 취급받아 정신병자 수용소에 입소하게 되었다. 정신병원 수용소에서 성 요한은 부당한 처우를 받았는데, 아빌라의 요한이 수용소를 방문하고 난 뒤에 성 요한은 증세가 회복되었다. 그는 불쌍하고 궁핍한 사람들을 위해서 그 곳에서 받는 처우보다 더 낫게 해주는 것이 가치있는 일이라는 것을 깨달았다. 그는 여생을 병들고 가난한 사람들을 위해서 봉사하며 살기로 결심했다.
그는 스페인 그라나다에 정착했고, 도움이 필요한 사람들을 위해 정열을 불태웠다. 서서히 그의 헌신적인 봉사를 본받는 사람들이 생겨났고, 그의 봉사회에 들려는 제자들이 그에게 모여들었다. 성 요한은 그의 추종자들과 함께 의료봉사회를 설립했고, 그 공동체는 오늘날의 천주의 성 요한 수도회로 더 잘 알려져 있다. 그의 노고에 대한 명예로운 한 표상으로, 그 수도회는 교황의 공식적인 의료봉사와 치과봉사의 수도회가 되었다.
그는 1550년 3월 8일, 56세의 나이로 숨을 거두었다. 그는 교황 알렉산데르 8세에 의해 1690년 10월 16일에 성인으로 시성되었고, 후일에 병원, 병자, 간호사, 소방관, 알코올중독자, 책 판매상의 수호성인으로 지정되었다. 성 요한의 공경 축일은 3월 8일이다.

## 수도회
천주의 성 요한 수도회는 아일랜드의 셀브리지 킬데어에 있는 본부를 포함하여 40개국이 넘는 본부가 있고 대한민국에는 지부관구가 있으며 모두 장애우들을 위해 봉사하고 있다.